# Asenkofen (Neufahrn in Niederbayern)
Asenkofen ist ein Ortsteil der Gemeinde Neufahrn in Niederbayern im niederbayerischen Landkreis Landshut. 

## Geographie und Verkehrsanbindung
Das Pfarrdorf Asenkofen liegt etwa einen Kilometer westlich des Kernortes Neufahrn im Tal der Kleinen Laber auf der Südseite dieses Baches. Auf der anderen Seite der Laber liegt der Ortsteil Winklsaß.
Durch den Ort führt die Staatsstraße 2142, die Neufahrn mit Rottenburg an der Laaber verbindet. Die B 15 verläuft gut einen Kilometer östlich und die B 15n knapp einen Kilometer westlich von Asenkofen.

## Sehenswürdigkeiten
Für Asenkofen sind in der Liste der Baudenkmäler in Neufahrn in Niederbayern diese Baudenkmäler aufgeführt:
- die Pfarrkirche St. Laurentius, eine neobarocke Saalkirche aus dem Jahr 1907/08 mit einer originalen Edenhofer-Orgel aus dem Jahr 1910.[1]
- das ehemalige Pfarrhaus, ein zweigeschossiger Walmdachbau aus dem Jahr 1728

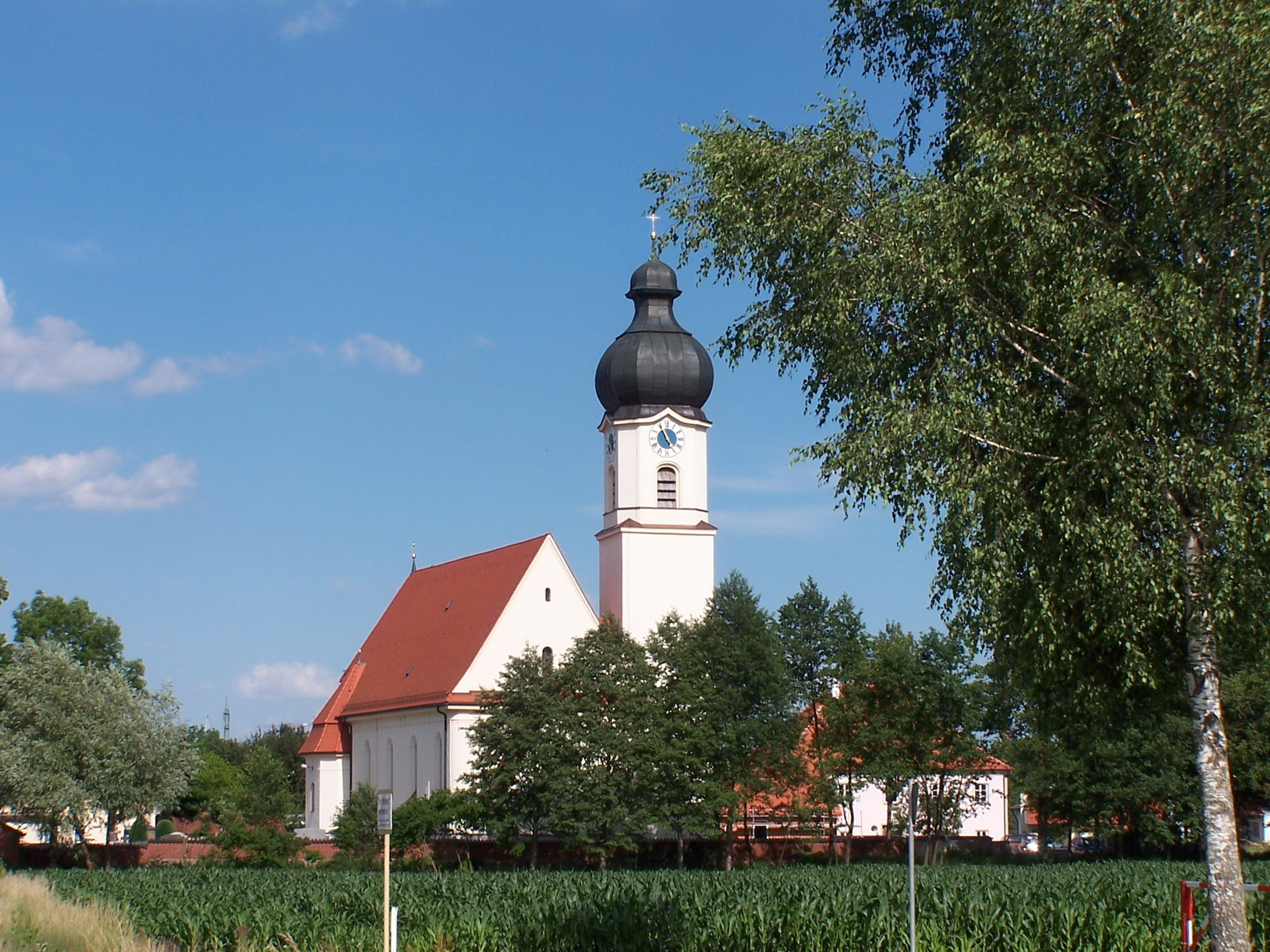
Pfarrkirche St. Laurentius
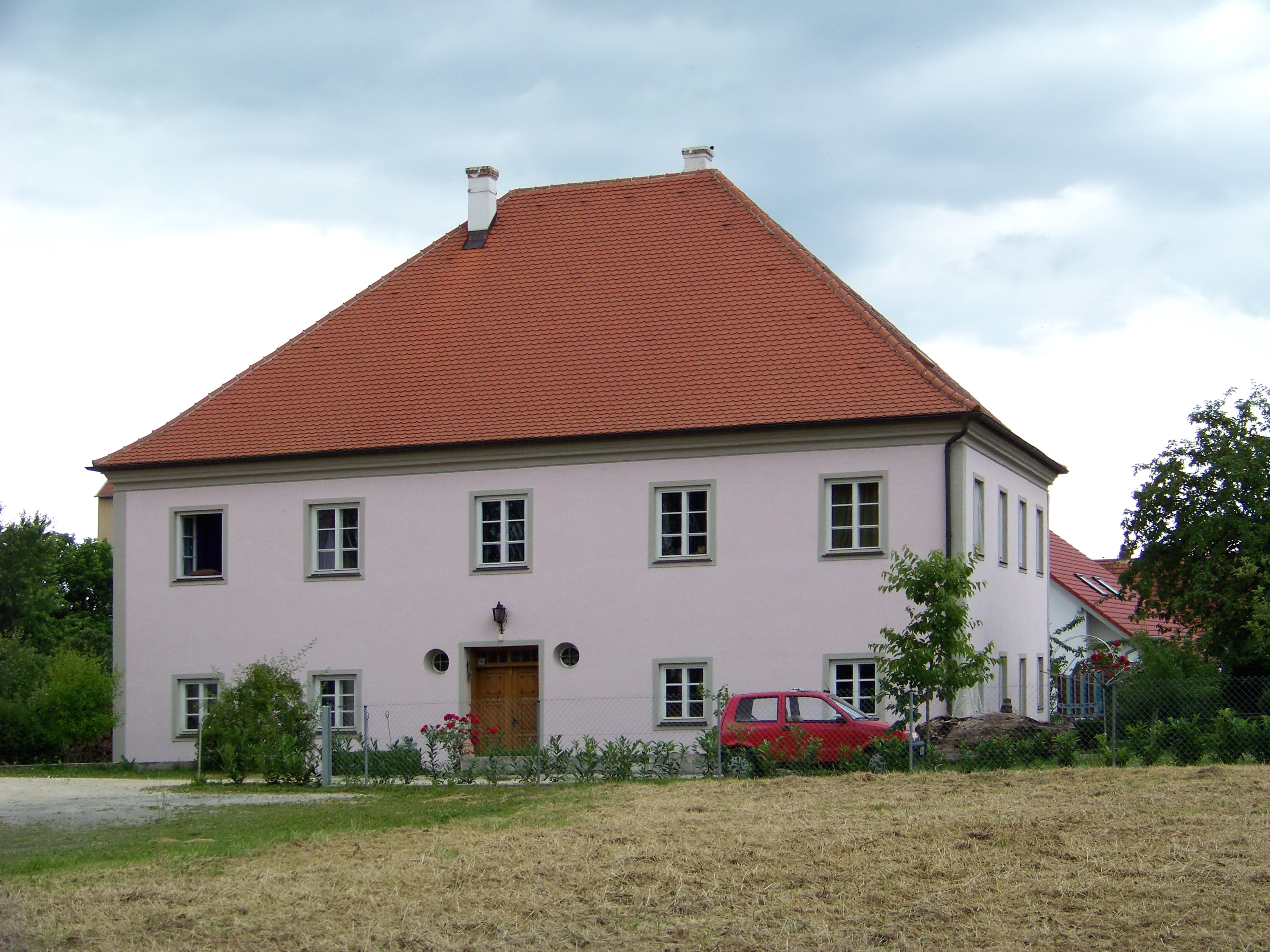
Das ehemalige Pfarrhaus